# Kostel Nejsvětějšího srdce Páně (Stříbrná)
 Kostel Nejsvětějšího srdce Páně je filiální římskokatolický kostel ve Stříbrné v okrese Sokolov v Karlovarském kraji. Kostel se nachází v centru obce pod obecním hřbitovem, založeným roku 1895, kdy kostel ve Stříbrné ještě nestál.
V těsné blízkosti kostela stojí pomník obětem první světové války, odhalený 1. listopadu 1925.

## Historie

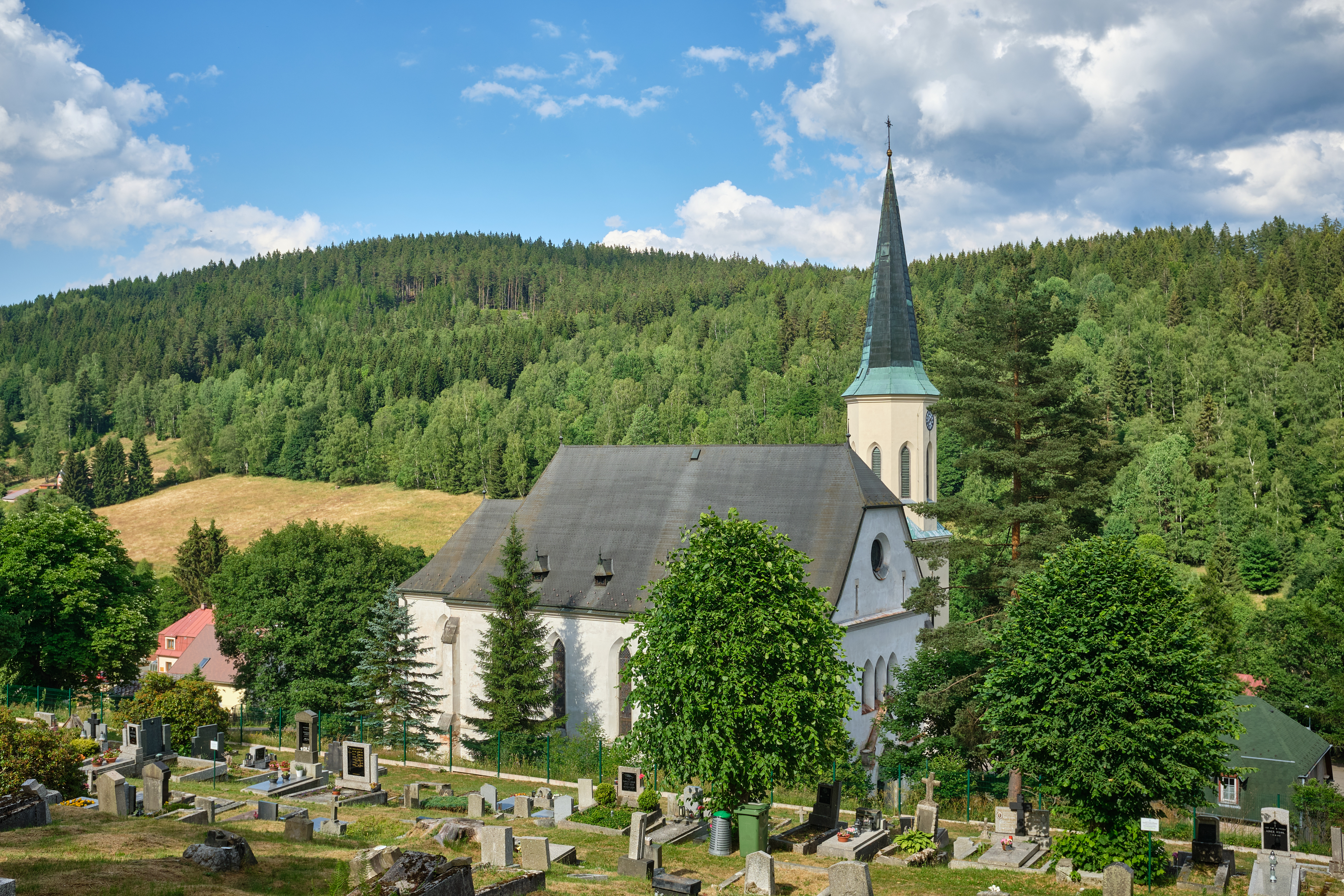
Pohled ze strany hřbitova

Ještě před postavením kostela byl podle smlouvy mezi Stříbrnou a Kraslicemi založen v roce 1895 hřbitov, který až do vysvěcení kostela byl denominační.
Stavbě novogotického kostela předcházelo založení spolku k jeho postavení. Spolek pro postavení kostela byl založen 21. července 1901 a na konto spolku docházely peněžité dary, prvních 20 korun prý věnoval chudý dřevorubec ze Stříbrné. Základní kámen byl slavnostně položen 31. října 1908 za přítomnosti světícího biskupa Václava Frinda. Kostel zasvěcený Nejsvětějšímu srdci Ježíšovu byl postaven kraslickým stavitelem Augustem Hochbergem (1870–1943) v moderním novogotickém slohu. Slavnostní vysvěcení kostela provedl dne 15. října 1910 arcibiskup pražský kardinál Lev Skrbenský. Patronát nad kostelem převzal hrabě Ervín Nostic z Jindřichovic. Naproti kostelu byla roku 1912 postavena fara, 1. května 1912 byla Stříbrná povýšena na farnost.
Po první světové válce se 14. února 1919 konala slavnostní bohoslužba za padlé obyvatele Stříbrné a dne 1. listopadu 1925 byl vysvěcen pomník padlých v první světové válce.
Po ukončení druhé světové války byly zastaveny měsíční platy pro duchovní ve Stříbrné. Farář Neudert a katecheta Zörkler byli vyzváni, aby se hlásiti do státní správy lesů jako lesní dělníci. Dne 18. července 1947 však dostali pokyn, aby do dvou hodin opustili Stříbrnou a museli proto odejít. Spolu s nimi bylo vyhnáno asi 200 lidí ze Stříbrné. To byl konec německé farnosti Stříbrné.
Roku 1973 došlo k první velké opravě fasády kostela a fary, roku 1994 byla provedena výměna střešní krytiny. V dalších letech byla provedena oprava věžních hodin.
Budova bývalé fara prošla roku 2009 rozsáhlou vnitřní rekonstrukcí a slouží jako charitní rekreační centrum.

## Stavební podoba
Jednolodní kostel na obdélném půdorysu uzavírá kvadratický presbytář s křížovou klenbou. Při jeho jižní straně se nachází sakristie. Kostel měl až do roku 1994 původní břidlicovou střechu. Kostelní věž přistavěná k průčelí je vysoká 44 metrů. Přízemí věže je čtvercové, vrchní část je opatřena polygonálními okny. Věž je zakončena štíhlou jehlancovou střechou. Tělo lodi je prolomeno vždy čtyřmi vysokými okny s lomeným obloukem ve vrcholu, obdobná menší okna jsou v presbytáři. Loď je od presbytáře oddělena gotizujícím triumfálním obloukem. Je plochostropá s dřevěnou kazetovou výzdobou, kruchta je nesena celkem čtyřmi pilíři. Interiér lodi je zdoben ornamenty v pásech. Fara využívá gotizujících oken v průčelí a románského obloučkového vlysu.

## Interiér a mobiliář
Veškeré vnitřní vybavení kostela respektovalo novogotický sloh stavby. Hlavní oltář se sochami Nejsvětějšího srdce Páně, sv. Jakuba Většího a sv. Vojtěcha vytvořil tyrolský řezbář Konrád Martiner. Je rovněž tvůrcem kazatelny, dalšího mobiliáře včetně soch světců a bočních oltářů sv. Josefa na epištolní straně a Nanebevzetí Panny Marie na evangelní straně. Boční oltáře však byly instalovány dodatečně až roku 1929. Kostel je vybaven zajímavou reliéfní křížovou cestou v dřevěné gotické architektuře s fiálami.
Ve věži byly původně tři zvony, ty však byly v průběhu první světové války zrekvírovány. V roce 1924 byly z dobrovolné sbírky pořízeny dva nové zvony. Podruhé přišel kostel o své zvony za druhé světové války v roce 1942.